# トム・ググリオッタ
トム・ググリオッタ (Thomas James Gugliotta、1969年12月19日 - )は、アメリカ合衆国・ニューヨーク州出身の元バスケットボール選手。NBAのミネソタ・ティンバーウルブズやフェニックス・サンズなどで活躍した。

## 来歴
ニューヨーク州の地元の高校からノースカロライナ州立大学に進学し、同大学のスター選手として活躍し、4年生時は平均22得点10リバウンドを記録。1992年のNBAドラフトではワシントン・ブレッツから全体6位という高評価を受けてNBA入り。ルーキーシーズンにNBAオールルーキーチームに選出されるなど期待されたが、1994年夏にクリス・ウェバーとのトレードでゴールデンステート・ウォリアーズに移籍。更に翌年夏にはミネソタ・ティンバーウルブズに移籍と、慌ただしいシーズンを送り、ウルブズでは平均20得点を記録。1997年のNBAオールスターゲームに出場にも出場したが、ケビン・ガーネットの台頭もあり、1998年にはフェニックス・サンズに移籍。その後はユタ・ジャズ、ボストン・セルティックス、アトランタ・ホークスなどでプレーするが、2005年以降は契約するチームが無くなり、引退。